# Gambusia yucatana
Gambusia yucatana är en fiskart som beskrevs av Regan, 1914. Gambusia yucatana ingår i släktet Gambusia och familjen Poeciliidae. Inga underarter finns listade i Catalogue of Life.